# أدولف غوتليب فيدلر
أدولف غوتليب فيدلر هو سياسي ألماني، ولد في 1771 في درسدن في ألمانيا، وتوفي بنفس المكان في 12 أغسطس 1850. انتخب عمدة.